# アンリ・バロー
アンリ・バロー（Henry Barraud、1900年4月23日 - 1997年12月28日）は、フランスの作曲家。
ボルドーの富裕なワイン商人の家庭に生まれる。生地で和声と対位法の手ほどきを受けた後、エコール・ノルマルでポール・デュカス、ルイ・オベールに師事。1937年のパリ万国博覧会で音楽関係の責任者を務める。ルイ・ジューヴェとともにコメディ・デ・シャンゼリゼでオペラを１シーズン企画し、演出なども手がけた。ピエール＝オクターヴ・フェルーとともに現代音楽の広範な普及を目指した音楽集団「トリトン」を結成し、新ウィーン楽派の音楽をパリの人々に紹介した。1944年のパリ解放後、フランス国営放送の音楽監督となり、1965年まで務めた。現代音楽についての啓蒙書なども執筆した。
作品にはオペラ、バレエ、管弦楽曲、室内楽曲、合唱曲、歌曲がある。

## 主な作品
- 詩曲（1932）
- ピアノ協奏曲（1939）
- 弦楽四重奏曲（1939-40）
- ヴァイオリンとピアノのためのソナチネ（1941）
- ある影への捧げ物～モーリス・ジョーベールの思い出に（1941-42）
- ヌマンティア交響曲（1952）
- ピアノ・フルート・クラリネット・ホルン・ファゴットと室内オーケストラのためのコンチェルティーノ（1953）
- 弦楽オーケストラのための交響曲（1955-56）
- 交響曲第3番（1956-57）
- ディヴェルティメント（1962）
- フルートと弦楽のための協奏曲（1963）
- トランペットとオーケストラのための協奏交響曲（1965-66）
- 3つのエチュード（1967）
- 弦楽のための協奏曲（1971）
- サクソフォーン四重奏曲（1975）